# Albinaria pelocarinata
Albinaria pelocarinata is een slakkensoort uit de familie van de Clausiliidae. De wetenschappelijke naam van de soort is voor het eerst geldig gepubliceerd in 1994 door E. Gittenberger.